# آر. هارلان سميث
آر. هارلان سميث هو منتج أسطوانات وملحن كندي، ولد في 6 نوفمبر 1939 في سنترال بوت في كندا.